# 周华健
周華健（英語：Wakin "Emil" Chau Wah-Kin；1960年12月22日—），香港及台灣創作男歌手、唱片製作人，九十年代最具影響力的華語歌手之一，曾獲譽「國民歌王」、台灣四大天王、香港「天王殺手」。他曾擔任兩季《中国好歌曲》系列導師，以及《2023中国好声音》導師。

## 早年
周華健出生於香港西營盤，家中經營「周記米店」，排行第四，故乳名「四牛」。後分別就讀香港廣悅堂魯班學校（1968年入讀小三，1973年第四屆上午校畢業；在他讀書時，曾受後來成為著名主播的蘇凌峰教導）和新法書院加路連山分校，與著名導演唐季禮為中學同班同學。由于深受许冠杰，温拿乐队及罗文等70年代粤语歌手影响而迷上音乐。1978年，18歲的他聯同數名好友組成樂團，以「Dusty」之名首次參加香港無綫電視舉辦的業餘歌唱大賽，獲民歌、流行歌曲合唱組冠軍。
1979年，他赴臺灣求學，修讀先修課程。1981年，考上國立臺灣大學數學系。在學期間經學長引薦，開始到臺北市士林區民歌西餐廳駐唱。1984年，他與林良樂、錢檇鑫推出一張音樂合輯《名歌三人行》，創作並發表第一首單曲《誰曾說過》。

## 演藝生涯

### 1985年－1986年
1985年，周華健錄製了生平首張個人專輯《最後圓舞曲》，但唱片公司在專輯發行前幾日突然倒閉，故該專輯未經發行即夭折。在西餐廳駐唱期間，他認識了美國籍的康粹蘭（Constance A. Woods），並於次年結婚。
1986年，在音樂人李宗盛的賞識及推薦下，他終於如願進入滾石唱片擔任製作助理。經由齊豫引薦，結識陳揚，開始了廣告歌曲的演唱生涯，期間所完成的創作作品《眼眶之中》收錄於潘越雲的《舊愛新歡》專輯中。隨後他在滾石唱片合輯《快樂天堂》中初試啼聲，並與李宗盛、黃韻玲等人合出電影原聲帶《我有話要說》。周華健因著陽光、健康、積極向上的形象及曲風，被稱為「陽光遊子」。

### 1987年-1990年
1987年7月13日，周華健正式出版他在滾石唱片的第一張個人專輯《心的方向》並受廣泛好評，實現演唱生涯之重要轉折，該專輯後入選「臺灣百佳唱片」之列。1988年，第二張國語專輯《我付出我的真愛，我實現我的夢》及首張英文專輯《Sad Without You》相繼發行，創銷售新紀錄，從此站穩實力派歌手的位置。1989年，他相繼發行國語專輯《付出更多，期待更多》和《最真的夢》，並憑藉單曲《寡婦村傳奇》入圍台湾第一屆金曲獎「最佳男演唱人獎」。1990年12月9日，國語專輯《不願一個人》發行，兒子厚安出生。在期待兒子誕生的日子裡，寫下《親親我的寶貝》和《我願意去等》兩首膾炙人口的好歌。同年，由他作曲的《這城市有愛》獲選為年度臺灣區運會主題曲，並榮獲臺灣第二屆金曲獎「年度最佳歌曲奖」。

### 1991年-1993年
1991年11月28日，周華健發行最具重要意義的國語專輯《讓我歡喜讓我憂》，銷量逾200萬，同名主打歌迅速紅遍華語地區，奠定巨星地位，該唱片繼《心的方向》後再次入選「臺灣百佳唱片」。這一年他除了在高雄中山體育場举办“青春飛馳”個人演唱會外，還首次赴中國大陸演出。
1992年，他因受單曲《擺渡人的歌》啟發而成立「擺渡人音樂工作室 」，並製作發行了英文專輯《I Remember》，其銷售成績創下臺灣歌壇英文專輯空前紀錄。同年，他因《讓我歡喜讓我憂》專輯榮獲中華民國第四屆金曲獎「最佳國語歌曲男演唱人獎」，是第一個非臺灣出生的歌手奪取金曲獎，並獲得「最佳演唱專輯製作人獎」提名。
1993年，國語專輯《花心》發行，全亞洲銷量逾400萬張，獲IFPI全球華語唱片年度銷量冠軍；專輯的大賣標誌著周華健個人演藝事業步入巔峰，奠定了其華語樂壇「國民歌王」的地位。同時滾石唱片首次為周華健的《花心》和《孤枕難眠》製作卡拉OK。臺灣首場「今夜陽光燦爛 亞洲巡迴演唱會」於7月在臺北國父紀念館展開，中國大陸首度個人巡迴演唱會「今夜陽光燦爛」在北京、成都等地連辦七場，香港首度個人演唱會「今夜陽光燦爛」於伊利沙伯體育館舉行，魅力席捲了整個東亞華語地區。這年，周華健也開始發展香港唱片市場，除了主演香港電影《超級計劃》，年底時更推出了第一首粵語主打歌曲《曾經滄海也是愛》。

### 1994年-1997年
1994年，他再接再厲，發行了國語專輯《風雨無阻》，再創銷售佳績，并在臺灣舉辦七場“風雨無阻個人巡迴演唱會”。下半年，周華健在香港發行了生平首張粵語大碟《有弦相聚》，專輯中大部分歌曲為其熱門國語歌曲經重新填詞後的演繹。該專輯一經推出即收到熱烈反響，登上在香港唱片銷量榜三星期冠軍位置，停留榜上達十四週之久，專輯中的歌曲《昨晚你已嫁給誰》更是連獲香港電台十大中文金曲「最佳原創歌曲」獎 、香港新城電臺新城勁爆頒獎禮「勁爆香港人創作歌曲獎」、香港無綫電視十大勁歌金曲頒獎典禮「十大勁歌金曲獎」、「最佳編曲獎」，其個人亦獲得無綫電視十大勁歌金曲頒獎典禮「新一代傑出男歌星金獎」和「最受歡迎創作歌星銀獎」、香港電臺十大中文金曲獎「十大優秀流行歌手獎」和「最佳原創歌曲獎」、香港商業電台叱吒樂壇流行榜頒獎典禮「叱咤過江龍歌手銀獎」等共十二個獎項之多。進軍香港樂壇的首戰告捷，由於周華健在香港人氣之高，更被香港媒體封為「天王殺手」。這一年，女兒厚恩出生。
1995年，周華健進入唱片高產期及事業繁盛時期，一年內連續發行國語專輯《我願意去等》和《愛相隨》，粵語專輯《弦途有你》和《弦弦全全》4張唱片，發行《風笑痴》、《爱了再爱》二本乐谱书，並在臺北、彰化、高雄、吉隆坡、新加坡舉辦「天下有情人演唱會」。年內獲獎無數，包括：新加坡933醉心金曲獎「最佳演繹男歌手獎」；香港電臺十大中文金曲「十大優秀流行歌手」獎、「十大中文金曲」-《濃情化不開》、「最佳原創歌曲獎」-《濃情化不開》、「最佳監製」-《濃情化不開》；香港無綫電視十大勁歌金曲「最受歡迎創作歌手金獎」、「十大勁歌金曲」-《濃情化不開》、「最受歡迎合唱歌曲銅獎」-《神話．情話》；美國Billboard音樂榜「亞洲傑出創作歌手獎」；更成為首位能在香港「四大天王」以外能奪得香港樂壇男歌手三甲獎項－香港商業電臺叱吒樂壇流行榜「叱吒樂壇男歌手銅獎」，還有「叱吒樂壇唱作人」大獎；香港新城電臺勁爆流行音樂獎「勁爆監製」-《弦途有你》、「香港人創作歌曲金獎」-《濃情化不開》、「廣告歌曲銀獎」-《濃情化不開》；香港亞洲電視第二屆十大電視廣告獎「最受歡迎電視廣告男明星大獎」（演出廣告「謝瑞麟－珍情、情真」）及「傑出電視廣告歌曲獎」-《濃情化不開》；另一首年底推出的粵語主打歌曲《誰叫我》亦大熱一時。此時，周華健在港的受歡迎程度、唱片銷量到達最高峰，走紅於台灣、香港兩地。
1996年，周華健再續上年的輝煌，陸續發行國語專輯《愛的光》、英語精選集《Forever Young》、國語專輯《小天堂》和粵語專輯《生·生活》，並在香港、新西蘭、澳洲、美國、加拿大和廣東等地舉辦「96滾石弦全周華健巡迴演唱會」，共近百場演出，並在香港創造了以臺灣歌手身份在紅館連開19場個唱的紀錄。於臺灣舉辦「我和周華健的演唱會」校園巡迴演唱會，首次登陸金門校園演出。此外，他憑藉自己作曲的《天下有情人》入圍中華民國第七屆金曲獎「最佳作曲人獎」及「最佳演唱專輯製作人獎」；並以最高票當選亞特蘭大奧運會聖火傳遞臺灣明星代表。周華健亦入選了香港十大勁歌金曲的「亞太區最受歡迎香港男歌星」票選最高五強，與香港四大天王同列。
1997年，周華健陸續發行國語專輯《朋友》、粤語專輯《世界由你我開始》及國語精選集《光陰似健》，《朋友》專輯在全亞洲售出超過150萬張，同名主打歌曲《朋友》大熱，在台灣掀起一股熱潮，迅速成為學校畢業時的溫情必唱曲目，風行一時，另外，以介绍周華健歷年來音樂感悟為内容的《朋友書》也隨後出版。同年，他還為成龍電影《我是誰》製作原聲音樂及演唱主題曲，並在臺北市立體育場舉辦還要愛你世界巡迴演唱會。《世界由你我開始》是其迄今為止最後一張粵語錄音室專輯。

### 1998年-2002年
1998年，他的「擺渡人錄音室」成立，並發行國語專輯《有故事的人》。製作班底亦有所改變，過去多年合作無間的劉志宏、劉思銘、包小松、包小柏等並沒有參與。專輯由周華健和賈敏恕製作，兩首主打歌《有故事的人》和《健忘》由潘協慶作曲。自《有故事的人》開始，周華健英文名改為Wakin，沿用至今。
專輯中與李宗盛、品冠合唱的歌曲《最近比較煩》在台港兩地均廣受歡迎，此曲也在香港奪得1998年度十大勁歌金曲－最受歡迎國語歌曲獎（銅獎）。此外，其首張全粵語精選專輯 《聽健》發行。惟由於遲遲未應允加入香港唱片公司、事業發展受阻，同年滾石唱片決定撤出香港市場。
1999年開始，周華健開始進入轉型期，音樂製作類型也日益多樣化、國際化，除了陸續發行英文專輯《MY OH MY》、國語專輯《NOW 現在》，於臺、港、中國大陸、東南亞及北美各地舉辦多場個人演唱會外，還積極參加各種演藝活動，包含擔任迪士尼動畫電影《泰山》主題曲中文版代言人[7]，與陶晶瑩連袂主持三十六屆金馬獎頒獎典禮，參加包括無印良品、羅大佑、黃品源、成龍等藝人的演唱會嘉賓等。期間曾獲中國原創音樂流行榜總選頒獎晚會上獲年度「全國榮譽歌手大獎」、「年度金曲」-《有沒有一首歌會讓你想起我》及「十優歌手」獎，香港新城電臺國語力頒獎禮「國語力殿堂歌手」及「國語力歌曲」獎-《有沒有一首歌會讓你想起我》，首屆中國唱片金碟獎 「最受歡迎臺港男歌手」等多個獎項。
00年代開始，受到唱片市場不景氣的影響及新興音樂人的挑戰，周華健唱片銷售量暴跌，其音樂創作更是陷入低潮，他坦言甚至曾經想過自殺[8]。但他最終放棄對流行曲風的盲目追隨，回歸到自然溫情的路線上來。
2001年，發行《忘憂草》，其中《有沒有一首歌會讓你想起我》以其歷年經典歌曲的歌名串連而成，成為其標誌性歌曲。

### 2003年-2007年
2003年，處於唱片製作瓶頸的周華健帶著他的製作班底創紀錄性地移師臺北北投陽明山國際大旅館製作新專輯《Love Hotel·一起吃苦的幸福》。新加坡音樂人黃韻仁加入周華健的製作班底，合作至今。2003年至2005年間於中國大陸、馬來西亞、美國相繼舉辦數十場演唱會，幾乎場場爆滿。周華健亦由此時開始蓄長髮，維持約十年。
2006年，為紀念踏入歌壇20週年，周華健推出了生平第29張個人專輯《雨人》，並相繼於北京、重慶、上海、南京、南寧、臺北、香港、杭州、太原、常州、新加坡舉行紀念從藝二十週年「華健20」大型個人演唱會。

### 2008年-2012年
2008年北京夏季奧運會開幕前，他積極參加各種迎奧運活動，除獲選2008北京奧運志願團榮譽團長、參與奧運火炬境內三亞站傳遞外[9]，還親自譜曲創作北京奧運志願歌曲《我是明星》以及奧運聖火傳遞歌曲《聖火傳奇》，《我是明星》成為廣為傳唱的奧運歌曲之一。同年舉辦THE ONE 屋頂演唱會。
這一年，他與羅大佑、李宗盛、張震嶽組成「縱貫線SUPER BAND」樂隊，重新營造出新華語市場（1970世代-1990世代）新風氣。自2009年3月起，隨縱貫線於臺北、香港、北京、美國等十數個城市展開巡迴53場演唱會，票房反應熱烈。2010-2011年，先後出席「快樂天堂 滾石30演唱會」臺北、新加坡、北京、上海站演出並擔任表演嘉賓。2011年5月20日，推出第30張個人專輯《花旦》，以翻唱其他女歌手歌曲為主要內容。2010-2012接連於北京、武漢、哈爾濱等十幾個城市開辦「花旦/花的拼圖」個人巡迴演唱會。

### 2013年-2018年
2013年，推出以「英雄」「江湖」為主題的個人新專輯《江湖》，在12月6日首先在臺灣、香港、新加坡等地區推出，12月30日在中國大陸正式發行。
2013年年底起，擔任中國大陸中央電視臺綜藝頻道的綜藝節目中國好歌曲四位導師評審之一，節目於2014年1月6日開播。
2014年，專輯《江湖》在音樂風雲榜中獲得多項提名，包括最佳男歌手、最佳專輯、最佳作詞（《潑墨》）（《作詞：張大春》）、最佳編曲（《潑墨》）（編曲：黃韻仁）、最佳歌曲製作人（《潑墨》）（ 歌曲製作人：周華健、黃韻仁）、最佳音樂錄影帶（《潑墨》）（導演：陳奕仁）、最佳唱片企劃，並獲得最佳男歌手。[10][11][12]
2015年，擔任中國大陸中央電視台綜合頻道的大型勵志綜藝節目挑戰不可能三位評審之一。
2015年1月10日，開展《今天唱什麼》世界巡迴演唱會。
2016年5月8日，參加浙江衛視大型音樂推理節目《誰是大歌神》，為第十期大歌神。
2016年10月19日，在台北小巨蛋舉辦全球唯一一場《2016華健30心頭好特別版演唱會》，作為他於台灣出道30年的里程碑，現場邀請到李宗盛、任賢齊、蘇慧倫、五月天做為演唱會嘉賓，演唱數十首膾炙人口的經典歌曲。
2017年8月26日，《今天唱什麼》世界巡迴演唱會在新加坡完結，共計30場。

### 2019年至今
2019年2月4日，登央視春晚與任賢齊一同演唱《朋友》。
2019年12月13日，發行專輯《少年》。
2020年2月15、16日，分別於台北和台中舉辦《少年的奇幻之旅》演唱會。2021年4月10日開展《少年俠客》系列演唱會。其後受新冠疫情影響暫停巡演，於2023年復演。至2025年8月止，已舉辦超過80場。
2025年7月16日發表新曲《蕾絲花邊》。

## 軼事
- 周華健開演唱會最大的特點就是容易忘詞，因此有「忘詞天王」的稱號，後來他不得不專門配置了一套現代化的提詞設備。[7]
- 周華健先後開過「木偶葡國」、「粵華軒」I、II和「潮樓」等數家餐廳。[8]
- 周華健曾收女歌手李度為唯一弟子，並為其創作且合唱過多首歌曲。
- 在長達20餘年的演藝生涯中，周華健與諸多藝人對唱或合唱過許多歌曲，如《真心英雄》、《天下有情人》、《最近比較煩》等。與其合作過的藝人主要有：黎明、成龍、李宗盛、黃耀明、張衛健、黃品冠、王光良、任賢齊、Beyond、黃品源、杜德偉、陳淑樺、齊豫、蘇慧倫、趙詠華、莫文蔚、辛曉琪、張靚穎、范瑋琪、丁噹等。
- 周華健出道20餘年來，舉辦的個人演唱會超過200場，平均每年舉辦10場，並曾在台灣、中国大陆創下售票演唱會入場人次最多之紀錄。
- 他翻唱了數首日本歌曲皆相當暢銷，包括1991年發行之「讓我歡喜讓我憂」一曲，是翻唱自日本知名團體恰克與飛鳥於1981年發行之單曲「男と女」(男與女)；1993年發行之「花心」則是翻唱自日本沖繩歌手喜納昌吉之曲「花～すべての人の心に花を～」(台灣譯作花)；2001年發行之「忘憂草」則是翻唱自鹿兒島歌手宇德敬子於1998年發行的滿月～rhythm～中的「忘れな草」。[9]

## 音樂作品
國語專輯

| - 最後圓舞曲（1985年） - 心的方向（1987年7月13日） - 我付出我的真愛，我實現我的夢（1988年8月29日） - 期待更多，付出更多（1989年1月27日） - 最真的夢（1989年11月10日） - 不願一個人（1990年12月19日） - 讓我歡喜讓我憂（1991年11月28日） - 花心（1993年4月20日） - 風雨無阻（1994年6月10日） - 我願意去等（1995年1月24日） - 愛相隨（1995年7月7日） | - 愛的光（1996年2月2日） - 小天堂（1996年9月） - 朋友（1997年4月16日） - 有故事的人（1998年8月5日） - 現在（1999年11月29日） - 忘憂草（2001年10月16日） - 一起吃苦的幸福（2003年7月30日） - 雨人（2006年3月31日） - 花旦（2011年5月20日） - 江湖（2013年12月6日） - 少年（2019年12月13日） |